# Pardosa bastarensis
Pardosa bastarensis là một loài nhện trong họ Lycosidae.
Loài này thuộc chi Pardosa. Pardosa bastarensis được Pawan U. Gajbe miêu tả năm 2004.